# Special Olympics Belarus
Special Olympics Belarus ist der belarussische Verband von Special Olympics International. Sein Ziel ist die Förderung von Sport für Menschen mit geistiger Beeinträchtigung und die Sensibilisierung der Gesellschaft für diese Mitmenschen. Außerdem betreut er die belarussischen Athletinnen und Athleten bei den Special Olympics Wettkämpfen.

## Geschichte
Special Olympics Belarus wurde 1990 mit Sitz in Minsk gegründet.

## Aktivitäten
2019 waren 9127 Athletinnen, Athleten und Unified Partner sowie 340 Trainer bei Special Olympics Belarus registriert.
Der Verband nahm 2019 an den Programmen Athlete Leadership, Young Athletes, Motor Activities Training Program (MATP) und Unified teil, die von Special Olympics International ins Leben gerufen worden waren.

### Sportarten
Folgende Sportarten wurden 2019 vom Verband angeboten:
- Basketball (Special Olympics)
- Boccia (Special Olympics)
- Fußball (Special Olympics)
- Handball (Special Olympics)
- Leichtathletik (Special Olympics)
- Rhythmische Sportgymnastik (Special Olympics)
- Shorttrack (Special Olympics)
- Skilanglauf (Special Olympics)
- Schwimmen (Special Olympics)
- Tischtennis (Special Olympics)
- Volleyball (Special Olympics)

### Teilnahme an Weltspielen vor 2020
(Quelle:)
• 2007 Special Olympics World Summer Games, Shanghai, China (34 Athletinnen und Athleten)
• 2009 Special Olympics World Winter Games, Boise, USA (5 Athletinnen und Athleten)
• 2011 Special Olympics World Summer Games, Athen (18 Athletinnen und Athleten)
• 2015 Special Olympics World Summer Games, Los Angeles, USA (5 Athletinnen und Athleten)
• 2017 Special Olympics World Winter Games, Graz-Schladming-Ramsau, Österreich (9 Athletinnen und Athleten)
• 2019 Special Olympics, World Summer Games, Abu Dhabi (15 Athletinnen und Athleten)